# Nitinat
Nitinat (Nitinaht, Ditidaht).- Jedno od najznačajnijih plemena Nootka Indijanaca uz sjevernu obalu jezera Nitinat, blizu jugozapadne obale Vancouvera, u kanadskoj provinciji Britanska Kolumbija. Nitinati imaju kulturu Sjeverozapadne obale: orijentiranost prema moru, sa selima (Swanton navodi Carmanah, Clo-oose, Tsooquahna, i Wyah) od drvenih kuća koja su uvijek okrenuta obali, drvenim kanuima i razvijenom drvorezbarstvu. Nitinati 1984. svoje ime mijenjaju iz Nitinaht u Ditidaht. Najveća rezervat im je Malachan I.R. No. 11. FN, oko 640 pripadnika. Jezično pripadaju porodici Wakashan.

## Vanjske poveznice
- Ditidaht  Arhivirana inačica izvorne stranice od 6. veljače 2013. (Wayback Machine)
- Ditidaht  Arhivirana inačica izvorne stranice od 25. kolovoza 2006. (Wayback Machine)